# الطاقة السلبية

الطاقة السلبية مفهوم يستخدم في الفيزياء لشرح طبيعة بعض المجالات، بما في ذلك مجال الجاذبية وتأثيرات المجال الكمومي المختلفة.